# アイザック・フェリス

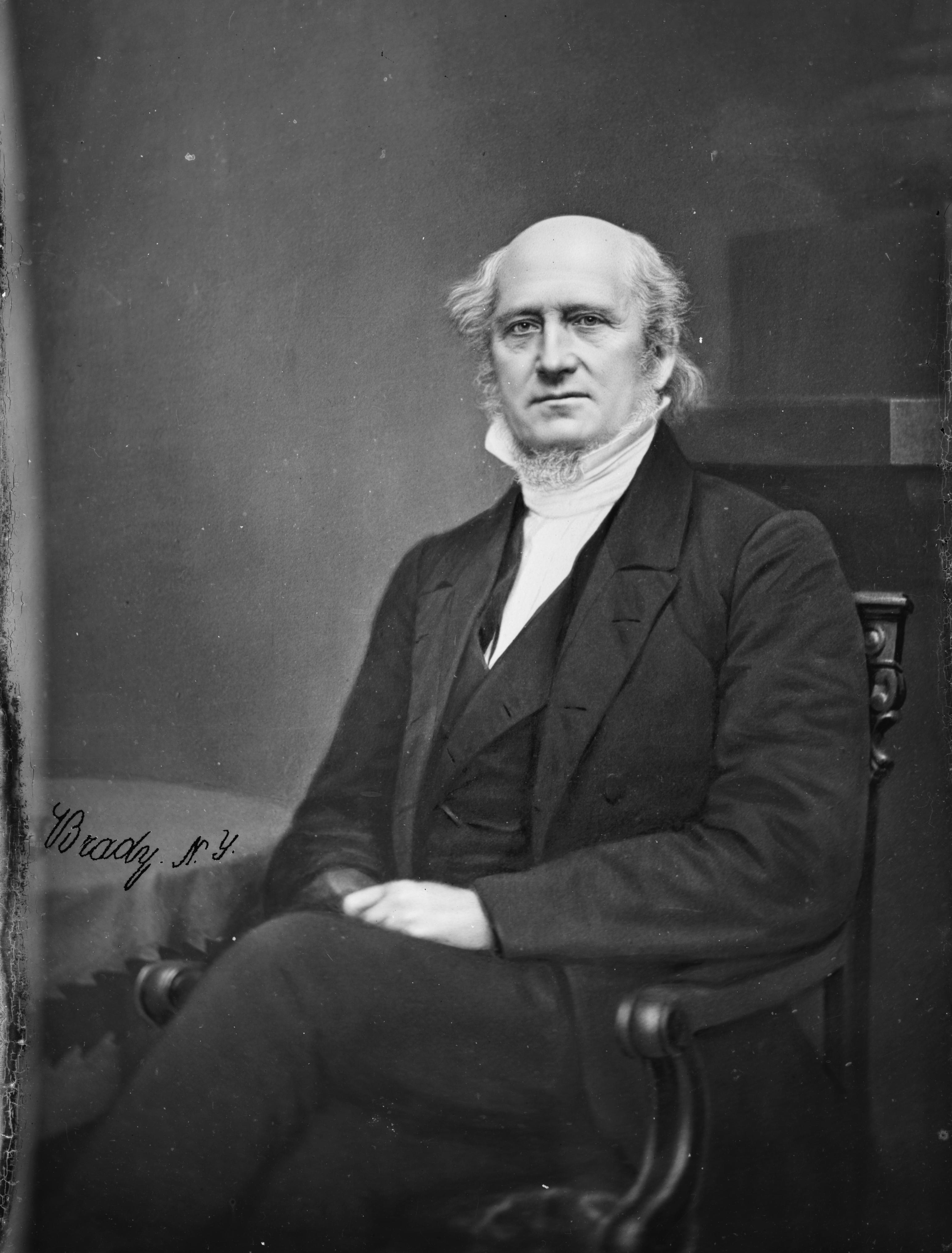
アイザック・フェリス

アイザック・フェリス（Isaac Ferris、1798年10月9日 - 1873年6月13日）は、米国オランダ改革派教会外国伝道局の初代総主事である。またニューヨーク大学第3代総長である。

## 略歴
1798年ニューヨーク市に生まれる。1816年コロンビア大学を首席で卒業後、アルバニー・アカデミーのラテン語教授に就任する。1820年オランダ改革派系のニューブランズウィック神学校を卒業し、オールバニとニューヨークの教会で牧師を務める。1838年にニューヨークに創立されたラトガーズ女子神学校の共同創設者の一人。
1853年から1870年までニューヨーク大学総長を務め、財政危機から救い出す。1858年の米国オランダ改革派教会の外国伝道局創設に尽力し、初代総主事に就任。1859年にS・R・ブラウンやG・H・F・フルベッキら宣教師を日本に派遣した（1865年からは息子のジョン・メイソン・フェリスが後任）。晩年は、海外伝道や社会事業を援助した。
フェリス女学院の名称は、フェリス父子を記念して付された。